# 日本劇集列表 (2018年)
←2017年 - 2018年 - 2019年→

## 電視台
- 日本放送協會NHK
- 日本電視台NTV
  - 讀賣電視台YTV
- 朝日電視台EX
  - 朝日放送ABC
- 東京放送TBS
  - 每日放送MBS
- 東京電視台TX
- 富士電視台CX
  - 關西電視台KTV
  - 東海電視台THK
- WOWOW

## 2018年冬季（一月至三月）
| 播放日期             | 播放時間(JST)        | 逢 星 期 | 中文劇名 日文劇名 | 集 數 | 電 視 台 | 演員                                   | 演員                                                                                           | 官方 網頁                   | 主題曲 ／插曲                                           | (加權)平均 收視率 |
| 播放日期             | 播放時間(JST)        | 逢 星 期 | 中文劇名 日文劇名 | 集 數 | 電 視 台 | 主演                                   | 其他演員                                                                                       | 官方 網頁                   | 主題曲 ／插曲                                           | (加權)平均 收視率 |
| -------------------- | -------------------- | -------- | --- | ----- | -------- | -------------------------------------- | ---------------------------------------------------------------------------------------------- | --------------------------- | ------------------------------------------------------- | ----------------- |
| 上一季 \| 03月31日   | 08時00分 \| 08時15分 | 一至六   | 笑天家 わろてんか | 151   | NHK      | 葵若菜                                 | 松坂桃李、濱田岳、廣瀨愛麗絲、 大野拓朗、前野朋哉、成田凌、 藤井隆、鈴木京香、高橋一生等       | 網頁                        | 主：松隆子 「」                                         |                   |
| 01月08日 \| 03月30日 | 12時30分 \| 12時50分 | 一至五   | 越路吹雪物語 | 059   | EX       | 瀧本美織 大地真央                      | 木南晴夏、市毛良枝、濱田麻里、 尾美利德、宮崎美子、音月桂、 早織、咲妃美優、市川由衣等         | 網頁 （页面存档备份，存于） |                                                         | 0                 |
| 01月15日 \| 03月19日 | 21時00分 \| 21時54分 | 一       | 海月姬 海月姫 | 010   | CX       | 芳根京子                               | 瀨戶康史、工藤阿須加、木南晴夏、 松井玲奈、內田理央、富山惠理子、 泉里香、要潤、北大路欣也等   | 網頁 （页面存档备份，存于） | 片頭曲： 「」 主：Beverly 「A New Day」                 |                   |
| 01月16日 \| 02月06日 | 00時55分 \| 0        | 二       | 不能犯 | 04    | KTV      | 松坂桃李 澤尻英龍華                    | 水上劍星、松本享恭等                                                                           | 網頁 （页面存档备份，存于） |                                                         |                   |
| 03月20日 \| 03月27日 | 00時25分 \| 01時25分 | 二       | Street Wise In Wonderland 2                                                                                                  | 02    | CX       | 安藤政信                               | 池田依來沙、戶塚純貴、草川拓彌等                                                               | 網頁 （页面存档备份，存于） |                                                         |                   |
| 01月23日 \|          | 00時55分 \| 01時25分 | 二       | 愛愛外星人2 ラブラブエイリアン2                                                                                              | 0     | CX       |                                        | 新木優子、太田莉菜、久松郁實、 八木亞里紗、野崎萌香、柳俊太郎、 弓削智久、竹財輝之助、櫻田通等 | 網頁 （页面存档备份，存于） |                                                         |                   |
| 01月23日 \|          | 00時59分 \| 01時29分 | 二       | 畢業笨蛋mentary 卒業バカメンタリー                                                                                           | 0     | NTV      | 藤井流星 濵田崇裕                      | 前田航基、吉田靖直、新井浩文等                                                                 | 網頁 （页面存档备份，存于） |                                                         |                   |
| 01月09日 \| 03月13日 | 21時00分 \| 21時54分 | 二       | FINAL CUT | 09    | KTV      | 龜梨和也                               | 藤木直人、栗山千明、橋本環奈、 林遣都、高木雄也、杉本哲太、 水野美紀、佐佐木藏之介、谷井一郎等 | 網頁 （页面存档备份，存于） | 主：KAT-TUN 「Ask Yourself」                            |                   |
| 01月16日 \| 03月20日 | 22時00分 \| 22時54分 | 二       | 你已藏在我心底 きみが心に棲みついた                                                                                          | 010   | TBS      | 吉岡里帆                               | 桐谷健太、向井理、石橋杏奈、 室剛、鈴木紗理奈、瀨戶朝香等                                      | 網頁 （页面存档备份，存于） | 主：E-Girls 「Pain,pain」                               |                   |
| 01月17日 \| 03月     | 00時25分 \| 00時55分 | 三       | 大阪環狀線 Part3 每人在車站的微笑 大阪環状線 Part3 ひと駅ごとのスマイル                                                      | 010   | KTV      | [ 1 ]                                  |                                                                                                | 網頁 （页面存档备份，存于） |                                                         |                   |
| 01月17日 \| 0        | 01時28分 \| 01時58分 | 三       | 狂賭之淵 賭ケグルイ | 0     | TBS      | 濱邊美波                               | 高杉真宙、森川葵、中川大志、 三戶夏芽、松田琉可、中村由里香、 岡本夏美、矢本悠馬、松本妃代等   | 網頁 （页面存档备份，存于） | 主：BIGMAMA 「Strawberry Feels」                        |                   |
| 03月28日 \| 0        | 01時28分 \| 01時58分 | 三       | 絕對戀愛命令 / 哥哥的朋友 | 0     | TBS      | 小關裕太 橫濱流星                      |                                                                                                | 網頁 （页面存档备份，存于） | 主： 「」                                               |                   |
| 上一季 \| 03月14日   | 21時00分 \| 21時54分 | 三       | 相棒Season16 | 020   | EX       | 水谷豐                                 | 反町隆史、鈴木杏樹、石坂浩二、 川原和久、山中崇史、山西惇、 淺利陽介、榎木孝明、大杉漣等       | 網頁 （页面存档备份，存于） |                                                         |                   |
| 02月07日 \| 03月07日 | 21時54分 \| 22時48分 | 三       | By Players～如果知名配角拍攝東京電視台晨間劇過無人島生活～ バイプレイヤーズ 〜もしも名脇役がテレ東朝ドラで無人島生活したら〜 | 05    | TX       | 遠藤憲一 大杉漣 田口智朗 松重豐 光石研 | 北香那、本田望結、吉田羊、 岡田將生、菅田俊、甲本雅裕、 森下能幸、野間口徹、小日向文世等       | 網頁 （页面存档备份，存于） |                                                         |                   |
| 01月10日 \| 03月21日 | 22時00分 \| 23時00分 | 三       | anone | 010   | NTV      | 廣瀨鈴                                 | 田中裕子、瑛太、小林聰美、 阿部貞夫、火野正平等                                                | 網頁 （页面存档备份，存于） |                                                         |                   |
| 01月10日 \| 02月21日 | 23時00分 \| 23時30分 | 三       | 幕末美食 武士飯！2 幕末グルメ ブシメシ!2                                                                                     | 07    | [ 2 ]    | 瀨戶康史                               | 酒井若菜、桐山漣、三吉彩花、 笠原秀幸、萩原農、若山耀人、 徳井優、國廣富之、草刈正雄等         | 網頁 （页面存档备份，存于） |                                                         |                   |
| 01月18日 \|          | 01時05分 \|          | 四       | ROAD TO EDEN | 0     | CX       | 柄本佑                                 | 久松郁實、櫻田通、松田慎也、 三浦真椰、岩城滉一、內山理名、 袴田吉彥、宇梶剛士、古田新太等     | 網頁 （页面存档备份，存于） |                                                         |                   |
| 01月11日 \|          | 01時09分 \|          | 四       | 不像漫畫 | 0     | NTV      |                                        | 角田晃廣、飯塚悟志、豐本明長、 山下健二郎、山本舞香等                                          | 網頁 （页面存档备份，存于） |                                                         |                   |
| 01月11日 \|          | 02時35分 \|          | 四       | 御茶之水搖滾 | 0     | TX       |                                        | 佐藤流司、崎山翼、前山剛久、 松本岳、宮城紘大、砂原健佑、 谷水力、中西良太、夛留見啓助等       | 網頁 （页面存档备份，存于） | 主：SHO from MY FIRST STORY 「」                        |                   |
| 上一季 \| 03月22日   | 20時00分 \| 20時54分 | 四       | 科调所的女法研17 科捜研の女 第17シリーズ                                                                                     | 018   | EX       | 澤口靖子                               | 內藤剛志、若村麻由美、風間徹、 齊藤曉、山本輝、渡部秀、 石井一彰等                             | 網頁 （页面存档备份，存于） | 主：Anly 「Venus」                                      |                   |
| 01月18日 \| 03月15日 | 21時00分 \| 21時54分 | 四       | BG～身邊警護人～ BG〜身辺警護人〜                                                                                            | 09    | EX       | 木村拓哉                               | 齋藤工、菜菜緒、間宮祥太朗、 上川隆也、石田百合子、江口洋介、 永島敏行、宇梶剛士、阿部進之介等 | 網頁 （页面存档备份，存于） |                                                         | 0                 |
| 01月18日 \| 03月22日 | 22時00分 \| 22時54分 | 四       | 鄰居家的月亮比較圓 隣の家族は青く見える                                                                                      | 010   | CX       | 深田恭子                               | 松山研一、平山浩行、高橋瑪麗潤、 高畑淳子、伊藤和枝、北村匠海、 真島秀和、真飛聖、野間口徹等   | 網頁 （页面存档备份，存于） | 主：Mr.Children 「here comes my love」                  |                   |
| 01月11日 \| 03月15日 | 23時59分 \| 24時54分 | 四       | Repeat～改變命運的10個月～ リピート〜運命を変える10か月〜                                                                    | 010   | YTV      | 貫地谷栞                               | 本鄉奏多、猩爺、六角精兒、 清水圭、豬野廣樹、松田悟志、 手塚理美、島崎遙香等                   | 網頁 （页面存档备份，存于） |                                                         | 0                 |
| 01月19日 \|          | 01時00分 \| 01時30分 | 五       | 路人超能100 モブサイコ100 | 0     | TX       | 濱田龍臣                               | 波岡一喜、與田祐希、望月步、 荒井敦史、山谷花純、茂呂師岡、 久保田悠来、鹽野瑛久、福山康平等   | 網頁 （页面存档备份，存于） |                                                         |                   |
| 01月12日 \| 03月 2日 | 20時00分 \| 20時43分 | 五       | 大岡越前4 | 08    | [ 2 ]    | 東山紀之                               | 米木拉、近藤芳正、寺脇康文、 松原智惠子、平岳大、津川雅彥等                                    | 網頁 （页面存档备份，存于） |                                                         |                   |
| 01月19日 \| 03月09日 | 20時00分 \| 20時54分 | 五       | 特命刑警 確保之女 特命刑事 カクホの女                                                                                        | 07    | TX       | 名取裕子                               | 麻生祐未、高橋克典、伊東四朗、 吉澤悠、小關裕太、渡邊一惠、 今野浩喜、鹿沼憂妃、菅裕輔等       | 網頁 （页面存档备份，存于） | 主：林部智史 「」                                       |                   |
| 01月05日 \| 01月26日 | 22時00分 \| 22時49分 | 五       | 女子的生活 | 04    | NHK      | 志尊淳                                 | 町田啓太、玉井詩織、玄理、 小芝風花、羽場裕一、夙川與務、 鈴木慶一、楠見薫、小松健悦等         | 網頁                        |                                                         | 0                 |
| 01月12日 \| 03月16日 | 22時00分 \| 22時54分 | 五       | UNNATURAL アンナチュラル | 010   | TBS      | 石原聰美                               | 井浦新、窪田正孝、市川實日子、 龍星涼、小笠原海、大倉孝二、 北村有起哉、松重豐、藥師丸博子等   | 網頁 （页面存档备份，存于） | 主：米津玄師 「Lemon」                                  |                   |
| 01月26日 \| 03月16日 | 23時15分 \| 24時15分 | 五       | 假日愛情 ホリデイラブ | 08    | EX       | 仲里依紗                               | 塚本高史、中村倫也、松本真理香、 山田裕貴、飯島寬騎、岡田龍太郎、 三津谷葉子、壇蜜、平岡祐太等 | 網頁 （页面存档备份，存于） | 主：色情塗鴉 「」                                       | 0                 |
| 03月23日 \| 03月30日 | 23時25分 \|          | 五       | 交給老婆婆靜 静おばあちゃんにおまかせ                                                                                        | 02    | EX       | 岡田結實                               | 要潤、草笛光子、內藤理沙、 柳澤慎吾、五代高之、溫水洋一、 田中健、大後壽壽花、茅島成美等       | 網頁 （页面存档备份，存于） |                                                         | 0                 |
| 01月13日 \| 03月24日 | 00時12分 \| 00時52分 | 六       | OH MY JUMP！～少年JUMP救地球～ オー・マイ・ジャンプ! 〜少年ジャンプが地球を救う〜                                            | 011   | TX       | 伊藤淳史                               | 馬場徹、柳俊太郎、生駒里奈、 齊木茂、山﨑萌香、小林劍道、 佐藤仁美、寺脇康文等                 | 網頁 （页面存档备份，存于） |                                                         |                   |
| 01月13日 \| 03月24日 | 00時52分 \| 01時23分 | 六       | MASKMEN | 011   | TX       | 齋藤工                                 | 等                                                                                             | 網頁 （页面存档备份，存于） | 片頭曲：MAN WITH A MISSION 「Freak It! feat. 東京斯卡」 |                   |
| 上一季 \| 01月27日   | 21時00分 \| 21時58分 | 六       | 精靈守護者III 最終章 精霊の守り人III 最終章                                                                                  | 09    | NHK      | 綾瀨遙                                 | 東出昌大、板垣瑞生、吉川晃司、 渡邊一惠、武田鐵矢、上地雄輔、 林家正藏、高良健吾、鹿賀丈史等   | 網頁 （页面存档备份，存于） |                                                         | 0                 |
| 03月24日 \| 03月31日 | 21時00分 \|          | 六       | 無地之國 | 02    | NHK      | 內野聖陽                               | 木村佳乃、原田泰造、蓮佛美沙子、 滿島真之介、片岡鶴太郎、萩原健一等                            | 網頁 （页面存档备份，存于） |                                                         |                   |
| 03月24日 \| 03月25日 | 21時00分 \| 23時10分 | 六至日   | 阿嘉莎·克莉絲蒂 二夜連續特別劇                                                                                               | 02    | EX       | 天海祐希 澤村一樹                      | 草笛光子、前田敦子、石黑賢、 財前直見、川口春奈、勝村政信、 古谷一行、黑木瞳、西田敏行等       | 網頁 （页面存档备份，存于） |                                                         | 0                 |
| 01月13日 \| 03月17日 | 22時00分 \| 22時54分 | 六       | 滅息之冬～尤其不是我家的問題～ もみ消して冬〜わが家の問題なかったことに〜                                                    | 010   | NTV      | 山田涼介                               | 波瑠、小澤征悅、中村梅雀、 小瀧望、千葉雄大、恒松祐里、 兒嶋一哉、淺野和之等                   | 網頁 （页面存档备份，存于） | 主：Hey! Say! JUMP 「」                                 |                   |
| 01月13日 \| 02月10日 | 22時00分 \| 23時00分 | 六       | 春天來了 | 05    | [ 3 ]    | Kai                                    | 倉科加奈、古畑星夏、健太郎、 高田聖子、高畑淳子、佐野史郎等                                    | 網頁 （页面存档备份，存于） | 主：EXO 「Lovin' You Mo」                               |                   |
| 02月17日 \| 03月24日 | 22時00分 \| 23時00分 | 六       | 再見，黑鳥 バイバイ、ブラックバード                                                                                          | 06    | [ 3 ]    | 高良健吾                               | 城田優、石橋杏奈、板谷由夏、 前田敦子、臼田麻美、關惠美、 松村雄基、丸山智己、岡村泉等         | 網頁 （页面存档备份，存于） |                                                         |                   |
| 03月31日 \| 04月28日 | 22時00分 \| 23時00分 | 六       | 暗黑護送～總編輯的條件 闇の伴走者～編集長の条件                                                                              | 05    | [ 3 ]    | 松下奈緒 古田新太                      | 津田寬治、白石隼也、小宮浩信、 今野浩喜、平泉成、岩松了、 八木亞希子、溫水洋一、野間口徹等     | 網頁 （页面存档备份，存于） |                                                         |                   |
| 01月20日 \| 03月10日 | 23時05分 \| 23時59分 | 六       | 更喜歡明天的你 明日の君がもっと好き                                                                                          | 07    | EX       | 市原隼人                               | 伊藤步、森川葵、白洲迅、 志田未來、三田佳子、柳葉敏郎、 渡邊大、大澤健、釋由美子等             | 網頁 （页面存档备份，存于） | 主：PrizmaX 「yours」                                   |                   |
| 上一季 \| 01月27日   | 23時40分 \| 24時35分 | 六       | 黑色孤兒～七個基因～ オーファン・ブラック〜七つの遺伝子〜                                                                    | 08    | CX       | 知英                                   | 山崎育三郎、西銘駿、瀧澤沙織、 岡田浩暉、高橋努、竹中直人、 麻生祐未等                         | 網頁 （页面存档备份，存于） | 主：JY 「MY ID」                                        | 0                 |
| 02月03日 \| 03月24日 | 23時40分 \| 24時35分 | 六       | 家族的旅途 被家族殺死的男人與殺人的男人 家族の旅路 家族を殺された男と殺した男                                                | 08    | CX       | 瀧澤秀明                               | 遠藤憲一、谷村美月、橫山惠、 片岡鶴太郎等                                                      | 網頁 （页面存档备份，存于） | 主：瀧澤秀明                                            | 0                 |
| 01月14日 \| 04月01日 | 00時20分 \| 00時50分 | 日       | 電影少女～VIDEO GIRL AI 2018～ 電影少女〜VIDEO GIRL AI 2018〜                                                                | 012   | TX       | 野村周平 西野七瀨                      | 清水尋也、飯豐萬理江、大友花戀、 戶次重幸、村上淳等                                            | 網頁 （页面存档备份，存于） | 主：tofubeats 「」                                      |                   |
| 03月11日 \| 04月01日 | 01時55分 \|          | 日       | Dolmen X | 04    | NTV      | 志尊淳                                 | 淺香航大、小越勇輝、堀井新太、 桐山漣、德井義實等                                              | 網頁 （页面存档备份，存于） |                                                         |                   |
| 01月07日 \| 下一季   | 20時00分 \| 20時45分 | 日       | 西鄉殿 西郷どん | 047   | NHK      | 鈴木亮平                               | 瑛太、黑木華、櫻庭奈奈美、 北川景子、澤村一樹、鹿賀丈史、 風間杜夫、松坂慶子、渡邊謙等         | 網頁                        |                                                         |                   |
| 01月14日 \| 03月18日 | 21時00分 \| 21時54分 | 日       | 99.9 -刑事專門律師- SEASON II 99.9 -刑事専門弁護士- SEASON II                                                                | 09    | TBS      | 松本潤                                 | 香川照之、木村文乃、馬場徹、 片桐仁、映美本山、青木崇高、 岸部一德、奥田瑛二、笑福亭鶴瓶等     | 網頁 （页面存档备份，存于） | 主：嵐 「Find The Answer」                              |                   |
| 01月07日 \| 01月28日 | 22時00分 \| 22時49分 | 日       | 平成細雪 | 04    | [ 2 ]    | 中山美穗                               | 高岡早紀、伊藤步、中村友理、 福士誠治、柄本佑、甲本雅裕、 神尾佑、濱田麻里、水橋研二等         | 網頁                        |                                                         |                   |
| 02月04日 \| 02月25日 | 22時00分 \| 22時49分 | 日       | 我家的問題 我が家の問題 | 04    | [ 2 ]    | 水川麻美                               | 小泉孝太郎、大谷亮平、勝地涼、 小池徹平等                                                      | 網頁 （页面存档备份，存于） |                                                         |                   |
| 03月04日 \| 03月18日 | 22時00分 \| 22時49分 | 日       | 弟之夫 弟の夫 | 03    | [ 2 ]    | 佐藤隆太                               | 中村友理、把瑠都、根本真陽等                                                                   | 網頁 （页面存档备份，存于） |                                                         |                   |
| 01月14日 \| 03月04日 | 22時00分 \| 23時00分 | 日       | 監査役野崎修平 | 08    | [ 3 ]    | 織田裕二                               | 岸谷五朗、古谷一行、中山裕介、 松嶋菜菜子、瀧本美織、甲本雅裕、 西田尚美、勝部演之、宇梶剛士等 | 網頁 （页面存档备份，存于） |                                                         |                   |
| 03月18日 \| 04月22日 | 22時00分 \| 23時00分 | 日       | Innocent Days イノセント・デイズ                                                                                             | 06    | [ 3 ]    | 妻夫木聰                               | 竹內結子、芳根京子、新井浩文、 友坂理惠、長谷川京子、池內博之、 蘆名星、佐津川愛美、余貴美子等 | 網頁 （页面存档备份，存于） |                                                         |                   |
| 01月07日 \| 03月11日 | 22時30分 \| 23時25分 | 日       | 決定性的接吻 | 010   | NTV      | 山崎賢人                               | 門脇麥、新田真劍佑、新木優子、 佐野勇斗、宮澤冰魚、堀田茜、 唐田英里佳、山本亜依、光石研等     | 網頁 （页面存档备份，存于） | 主：菅田將暉 「」                                       |                   |

### 特別單元劇
| 播放日期 | 播放時間(JST)        | 星 期 | 中文劇名 日文劇名                                                                   | 電 視 台 | 演員       | 演員                                                                                       | 官方 網頁                   | 主題曲 ／插曲 | (加權)平均 收視率 |
| 播放日期 | 播放時間(JST)        | 星 期 | 中文劇名 日文劇名                                                                   | 電 視 台 | 主演       | 其他演員                                                                                   | 官方 網頁                   | 主題曲 ／插曲 | (加權)平均 收視率 |
| -------- | -------------------- | ----- | ----------------------------------------------------------------------------------- | -------- | ---------- | ------------------------------------------------------------------------------------------ | --------------------------- | ------------- | ----------------- |
| 01月01日 | 19時20分 \| 20時49分 | 一    | 風雲兒們～蘭學革命篇～ 風雲児たち〜蘭学革命篇〜                                     | NHK      | 片岡愛之助 | 新納慎也、山本耕史、草刈正雄、 村上新悟、迫田孝也、大野泰廣、 長野里美、高木涉等           | 網頁 （页面存档备份，存于） |               |                   |
| 01月02日 | 21時00分 \| 22時00分 | 二    | 志村健 in 偵探佐平 60歲                                                             | NHK      | 志村健     | 岸本加世子、伊藤沙莉、高橋惠子等                                                           | 網頁 （页面存档备份，存于） |               |                   |
| 01月02日 | 21時00分 \|          | 二    | 都廳爆破！ 都庁爆破!                                                                | TBS      | 長谷川博己 | 吉川晃司、中川雅也、寺島忍、 渡部篤郎等                                                    | 網頁 （页面存档备份，存于） |               |                   |
| 01月02日 | 21時00分 \|          | 二    | 三個歐吉桑特別篇 三匹のおっさんスペシャル                                           | TX       | 北大路欣也 | 泉谷茂、志賀廣太郎、大野拓朗、 三根梓、中田喜子、甲本雅裕、 伊東四朗、西村和彥、木下鳳華等 | 網頁 （页面存档备份，存于） |               |                   |
| 01月02日 | 23時15分 \|          | 二    | 忘卻的幸子                                                                          | TX       | 高畑充希   | 吹越滿、布施繪里、逢澤莉娜、 重岡漠、大方斐紗子、鹿賀丈史、 村上史高等                     | 網頁 （页面存档备份，存于） |               |                   |
| 01月04日 | 21時00分 \|          | 四    | 最強名醫 新春特別篇 DOCTORS〜最強の名医〜新春スペシャル                             | EX       | 澤村一樹   | 高嶋政伸、比嘉愛未、黑川智花、 宮地雅子、正名僕藏、瀧澤沙織、 敦士、齊藤陽一郎、尾崎右宗等 | 網頁 （页面存档备份，存于） |               |                   |
| 01月10日 | 01時28分 \| 01時58分 | 三    | 咲-Saki-阿知賀篇 episode of side-A 特別篇 咲-Saki-阿知賀編 episode of side-A 特別編 | TBS      |            | 恒松祐里、伊藤萌萌香、中山莉子、 渡邊幸愛、咲良菜緒、水春、 小倉優香、新井愛瞳、島崎莉乃等 | 網頁 （页面存档备份，存于） |               | 0                 |
| 02月17日 | 21時00分 \| 22時50分 | 六    | 荒神                                                                                | [ 2 ]    | 內田有紀   | 平岳大、平岡祐太、柳澤慎吾、 前田亞季、前川泰之、中本賢、 角替和枝、中原丈雄、品川徹等     | 網頁 （页面存档备份，存于） |               |                   |
| 03月21日 | 22時00分 \|          | 三    | SNIFFER嗅覺搜查官 特別篇 スニッファー スペシャル                                    | NHK      | 阿部寛     | 香川照之、井川遙、板谷由夏、 野間口徹、高橋瑪麗潤、馬場徹、 波瑠、西村雅彥、吉行和子等     | 網頁                        |               |                   |
| 03月28日 | 22時00分 \|          | 三    | 午夜超跑                                                                            | [ 2 ]    | 山本美月   | 上遠野太洸、大森博史、MEGUMI、 深澤敦、水木一郎、團時朗、 唐澤壽明等                       | 網頁                        |               |                   |
| 03月31日 | 00時12分 \| 01時23分 | 六    | 東京傷情故事SP～御茶之水之戀～ 東京センチメンタルSP～御茶ノ水の恋～                 | TX       | 吉田鋼太郎 | 高畑充希、片桐仁、青柳翔、 吉瀨美智子等                                                    | 網頁 （页面存档备份，存于） |               |                   |

## 2018年春季（四月至六月）
| 播放日期             | 播放時間(JST)        | 逢 星 期 | 中文劇名 日文劇名                                                   | 集 數 | 電 視 台 | 演員                                | 演員                                                                                           | 官方 網頁                   | 主題曲 ／插曲                                | (加權)平均 收視率 |
| 播放日期             | 播放時間(JST)        | 逢 星 期 | 中文劇名 日文劇名                                                   | 集 數 | 電 視 台 | 主演                                | 其他演員                                                                                       | 官方 網頁                   | 主題曲 ／插曲                                | (加權)平均 收視率 |
| -------------------- | -------------------- | -------- | ------------------------------------------------------------------- | ----- | -------- | ----------------------------------- | ---------------------------------------------------------------------------------------------- | --------------------------- | -------------------------------------------- | ----------------- |
| 04月02日 \| 下一季   | 08時00分 \| 08時15分 | 一至六   | 一半，藍色。 半分、青い。                                           | 156   | NHK      | 永野芽郁                            | 佐藤健、松雪泰子、瀧藤賢一、 原田知世、谷原章介、中村倫也、 井川遙、中村雅俊、豐川悅司等       | 網頁                        | 主：星野源 「」                              |                   |
| 04月09日 \| 06月11日 | 21時00分 \| 21時54分 | 一       | 行騙天下JP コンフィデンスマンJP                                     | 010   | CX       | 長澤雅美                            | 東出昌大、小日向文世、瀧川英次、 小手伸也等                                                    | 網頁 （页面存档备份，存于） | 主：Official髭男dism 「」                    |                   |
| 04月16日 \| 06月04日 | 22時00分 \| 22時54分 | 一       | 獵頭 ヘッドハンター                                                 | 08    | TX       | 江口洋介                            | 小池榮子、杉本哲太、平山浩行、 德永繪里、山賀琴子、武井恭平等                                  | 網頁 （页面存档备份，存于） | 主：Beverly 「」                             |                   |
| 04月24日 \|          | 00時55分 \| 01時25分 | 二       | 護花野獸 花にけだもの                                               | 0     | CX       | 中村由里香                          | 杉野遙亮、松尾太陽、甲斐翔真、 入山杏奈、天木純、黑田絢子等                                    | 網頁 （页面存档备份，存于） |                                              |                   |
| 04月24日 \|          | 00時59分 \| 01時29分 | 二       | ○○人的末路 ○○な人の末路                                             | 0     | NTV      | 橫尾涉 宮田俊哉 二階堂高嗣 千賀健永 |                                                                                                | 網頁 （页面存档备份，存于） |                                              |                   |
| 04月10日 \| 06月12日 | 21時00分 \| 21時54分 | 二       | Signal 長期未解決事件搜查班 シグナル 長期未解決事件捜査班           | 010   | KTV      | 坂口健太郎                          | 北村一輝、吉瀨美智子、木村祐一、 池田鐵洋、青野楓、神尾楓珠、 佐久間由衣、甲本雅裕、渡部篤郎等 | 網頁 （页面存档备份，存于） | 主：防彈少年團 「Don't Leave Me」            |                   |
| 04月17日 \| 06月26日 | 22時00分 \| 23時07分 | 二       | 花過天晴～花樣男子 Next Season～ 花のち晴れ〜花男 Next Season〜     | 011   | TBS      | 杉咲花                              | 平野紫耀、中川大志、濱田龍臣、 飯豐萬理江、今田美櫻、鈴木仁、 木南晴夏、堀内敬子、高岡早紀等   | 網頁 （页面存档备份，存于） | 主：King & Prince 「」 插：宇多田光 「」     |                   |
| 04月25日 \| 0        | 01時25分 \| 01時55分 | 三       | 優雅京都傲嬌姐 はんなりギロリの頼子さん                             | 04    | KTV      | 橫山由依                            | 中尾暢樹等                                                                                     | 網頁 （页面存档备份，存于） |                                              |                   |
| 04月25日 \| 0        | 01時28分 \| 01時58分 | 三       | 也許曾經能做到委員會 やれたかも委員会                               | 0     | TBS      | 佐藤二朗 白石麻衣 山田孝之          |                                                                                                | 網頁 （页面存档备份，存于） |                                              |                   |
| 06月27日 \| 0        | 01時28分 \| 01時58分 | 三       | 就是要妳愛上我                                                      | 05    | TBS      | 中川大志                            | 健太郎、甲斐翔真、若林時英、 恒松祐里、小池徹平、杉野遙亮等                                    | 網頁 （页面存档备份，存于） |                                              |                   |
| 04月11日 \| 06月13日 | 21時00分 \| 21時54分 | 三       | 特搜9 特捜9                                                         | 010   | EX       | 井之原快彥                          | 羽田美智子、津田寬治、吹越滿、 田口浩正、原沙知繪、中越典子、 寺尾聰、山田裕貴等               | 網頁 （页面存档备份，存于） | 主：V6 「Crazy Rays」                        |                   |
| 04月11日 \| 06月13日 | 22時00分 \| 23時00分 | 三       | 正義檢事 正義のセ                                                   | 010   | NTV      | 吉高由里子                          | 安田顯、三浦翔平、廣瀨愛麗絲、 平埜生成、大野拓朗、塚地武雅、 宮崎美子、寺脇康文、生瀨勝久等   | 網頁 （页面存档备份，存于） | 主：福山雅治 「」                            |                   |
| 04月19日 \|          | 00時55分 \| 0        | 四       | 愛情起床號 our campus days グッドモーニング・コール our campus days | 010   | CX       | 福原遙 白石隼也                     | 杉野遙亮、高橋瑪莉潤、櫻田通、 相樂樹、荒井萌、永嶋柊吾、 長澤航也、吉田圓等                   | 網頁 （页面存档备份，存于） |                                              |                   |
| 04月12日 \| 06月14日 | 20時00分 \| 20時54分 | 四       | 警視廳・搜查一課長season3 警視庁・捜査一課長season3                 | 010   | EX       | 內藤剛志                            | 安達祐實、本田博太郎、矢野浩二、 鈴木裕樹、塙宣之、床嶋佳子、 金田明夫等                       | 網頁 （页面存档备份，存于） | 主：GLIM SPANKY 「All Of Us」                |                   |
| 04月19日 \| 06月07日 | 21時00分 \| 21時54分 | 四       | 未解決之女 警視廳文書搜查官 未解決の女 警視庁文書捜査官             | 08    | EX       | 波瑠                                | 鈴木京香、澤村一樹、工藤阿須加、 西銘駿、植木祥平、山內圭哉、 光石研、高田純次、遠藤憲一等     | 網頁 （页面存档备份，存于） | 主：平井堅 「」                              |                   |
| 04月19日 \| 06月14日 | 22時00分 \| 22時54分 | 四       | 基度山恩仇記-華麗的復仇- モンテ・クリスト伯 -華麗なる復讐-          | 09    | CX       | 藤岡靛                              | 大倉忠義、山本美月、高杉真宙、 山口紗彌加、風吹純、伊武雅刀、 新井浩文、稻森泉、高橋克典等     | 網頁 （页面存档备份，存于） | 主：藤岡靛 「Echo」                          |                   |
| 04月05日 \| 06月07日 | 23時59分 \| 24時54分 | 四       | 愛情重跑 ラブリラン                                                 | 010   | YTV      | 中村杏                              | 古川雄輝、佐津川愛美、小松利昌、 市川知宏、渡部秀、片瀨那奈、 村杉蟬之介、大政絢、大谷亮平等   | 網頁 （页面存档备份，存于） | 主：GENERATIONS from EXILE TRIBE 「」        |                   |
| 04月20日 \|          | 01時00分 \| 01時30分 | 五       | Smoking                                                             | 0     | TX       | 石橋凌                              | 金子統昭、丸山智己、吉村界人等                                                                 | 網頁 （页面存档备份，存于） |                                              |                   |
| 04月20日 \| 0        | 20時00分 \| 20時43分 | 五       | 鳴門秘帖                                                            | 010   | [ 2 ]    | 山本耕史                            | 野野澄花、早見朱莉、袴田吉彥、 武田真治、篠井英介、田村亮、 萬田久子、中村嘉葎雄等             | 網頁 （页面存档备份，存于） |                                              |                   |
| 04月13日 \| 06月08日 | 20時00分 \| 20時54分 | 五       | 管家 西園寺的名推理 執事 西園寺の名推理                             | 08    | TX       | 上川隆也                            | 八千草薰、佐藤二朗、岡本玲、 池谷伸枝、平山祐介、里見浩太朗、 淺利陽介、古谷一行、桜乃彩音等   | 網頁 （页面存档备份，存于） | 主：陽光直人 「」                            |                   |
| 04月20日 \| 06月22日 | 22時00分 \| 22時45分 | 五       | 適婚女郎 デイジー・ラック                                           | 010   | NHK      | 佐佐木希                            | 夏菜、中川翔子、德永繪里、 鈴木伸之、桐山漣、磯村勇斗、 蘆名星、小林隆、片平渚等               | 網頁 （页面存档备份，存于） | 主：Crystal Kay 「」                         | 0                 |
| 04月13日 \| 06月22日 | 22時00分 \| 22時54分 | 五       | 有家可歸的戀人們 あなたには帰る家がある                             | 011   | TBS      | 中谷美紀                            | 玉木宏、駿河太郎、高橋瑪莉潤、 特林德爾·玲奈、藤本敏史、笛木優子、 中山裕介、木村多江等        | 網頁 （页面存档备份，存于） | 主：Superfly 「Fall」                        | 0                 |
| 04月20日 \| 06月08日 | 23時15分 \| 24時15分 | 五       | 家政夫三田園2 家政夫のミタゾノ2                                     | 08    | EX       | 松岡昌宏                            | 剛力彩芽、椿鬼奴、內藤理沙、 余貴美子等                                                        | 網頁 （页面存档备份，存于） | 主：島茂子 「」                              |                   |
| 04月07日 \| 06月30日 | 00時12分 \| 00時52分 | 六       | 孤獨的美食家 Season 7 孤独のグルメ Season7                          | 012   | TX       | 松重豐                              |                                                                                                | 網頁 （页面存档备份，存于） |                                              |                   |
| 04月07日 \|          | 00時52分 \| 01時23分 | 六       | 從宮本到你 宮本から君へ                                             | 0     | TX       | 池松壯亮                            | 柄本時生、星田英利、蒼井優、 新名基浩、古館寛治、松山研一、 高橋和也、淺香航大、酒井敏也等     | 網頁 （页面存档备份，存于） |                                              |                   |
| 05月19日 \|          | 18時05分 \| 18時43分 | 六       | 算盤武士 風之市兵衛 そろばん侍 風の市兵衛                           | 09    | NHK      | 向井理                              | 原田泰造、加治將樹、山本千尋、 橋本愛實、渡邊一慶、筒井道隆等                                  | 網頁 （页面存档备份，存于） |                                              | 0                 |
| 04月21日 \| 05月26日 | 20時15分 \| 20時43分 | 六       | 崩壞的教育現場戰鬥校園律師 やけに弁の立つ弁護士が学校でほえる       | 06    | NHK      | 神木隆之介                          | 田邊誠一、岸井雪乃、濱田麻里、 菅原大吉、小堺一機、南果步等                                    | 網頁 （页面存档备份，存于） |                                              | 0                 |
| 06月30日 \|          | 20時15分 \| 20時43分 | 六       | 比天才笨蛋伯還傻的爸爸 バカボンのパパよりバカなパパ                 | 06    | NHK      | 玉山鐵二                            | 比嘉愛未、長谷川京子、森川葵、 馬場徹、草笛光子、淺香航大、 松尾鈴木、駿河太郎、井藤瞬等       | 網頁 （页面存档备份，存于） |                                              | 0                 |
| 04月14日 \| 06月16日 | 22時00分 \| 22時54分 | 六       | Miss Devil 人事惡魔·椿真子 Missデビル 人事の悪魔・椿眞子            | 010   | NTV      | 菜菜緒                              | 佐藤勝利、木村佳乃、和田正人、 白石聖、水澤惠麗奈、前田航基、 鶴見辰吾、船越英一郎、西田敏行等 | 網頁 （页面存档备份，存于） | 主：安室奈美惠 「Body Feels EXIT」           |                   |
| 06月16日 \| 0        | 22時00分 \| 23時00分 | 六       | 雙重幻想                                                            | 05    | [ 3 ]    | 水川麻美                            | 田中圭、真島秀和、村上弘明、 柳俊太郎、篠原友希子、多岐川裕美、 岡山一、池田良、粟島瑞丸等     | 網頁 （页面存档备份，存于） |                                              |                   |
| 04月21日 \| 06月02日 | 23時15分 \| 24時05分 | 六       | 大叔的愛 おっさんずラブ                                             | 07    | EX       | 田中圭                              | 吉田鋼太郎、林遣都、內田理央、 大塚寧寧、真島秀和、金子大地、 伊藤修子、兒嶋一哉等             | 網頁 （页面存档备份，存于） | 主：無限開關 「Revival」                     |                   |
| 04月07日 \| 05月26日 | 23時40分 \| 24時35分 | 六       | 永遠的白羽毛 いつまでも白い羽根                                     | 08    | CX       | 新川優愛                            | 伊藤沙莉、加藤雅也、酒井美紀、 佐藤穗奈美、瀨戶利樹、清原翔、 柳澤慎吾、榊原郁恵等             | 網頁 （页面存档备份，存于） |                                              |                   |
| 06月02日 \|          | 23時40分 \| 24時35分 | 六       | 邊緣團地 限界団地                                                   | 0     | CX       | 佐野史郎                            | 足立梨花、迫田孝也、山崎樹範、 渡邊詩、朝加真由美、山谷初男、 江波杏子、前田虎徹、鈴樹志保等   | 網頁 （页面存档备份，存于） |                                              |                   |
| 上一季 \| 下一季     | 20時00分 \| 20時45分 | 日       | 西鄉殿 西郷どん                                                     | 047   | NHK      | 鈴木亮平                            | 瑛太、二階堂富美、櫻庭奈奈美、 風間俊介、松田翔太、高橋光臣、 北川景子、佐野史郎、柄本明等     | 網頁                        |                                              |                   |
| 04月22日 \| 06月24日 | 21時00分 \| 21時54分 | 日       | 黑色止血鉗 ブラックペアン                                           | 010   | TBS      | 二宮和也                            | 竹內涼真、葵若菜、加藤綾子、 趣里、神野三鈴、倍賞美津子、 市川猿之助、小泉孝太郎、內野聖陽等   | 網頁 （页面存档备份，存于） | 主：小田和正 「」                            |                   |
| 04月08日 \| 05月27日 | 22時00分 \| 22時49分 | 日       | PTA爺爺2！ PTAグランパ2!                                            | 08    | [ 2 ]    | 松平健                              | 安達祐實、真飛聖、真島秀和、 夕輝壽太、中原丈雄、淺田美代子、 戶塚純貴等                       | 網頁 （页面存档备份，存于） |                                              |                   |
| 06月03日 \|          | 22時00分 \| 22時49分 | 日       | 鋼鐵大媽2 アイアングランマ2                                         | 06    | [ 2 ]    | 大竹忍 室井滋                       | 加藤晴彥、大倉孝二、羽場裕一、 峯村理惠、八嶋智人、柄本明等                                    | 網頁 （页面存档备份，存于） |                                              |                   |
| 05月06日 \| 06月03日 | 22時00分 \| 23時00分 | 日       | 60 誤判對策室                                                       | 05    | [ 3 ]    | 館廣                                | 古川雄輝、星野真里、村上淳、 赤堀雅秋、酒井若菜、康秀彥、 竹原Pistol、若松武史、小林勝也等     | 網頁 （页面存档备份，存于） |                                              |                   |
| 06月10日 \| 07月15日 | 22時00分 \| 23時00分 | 日       | 未爆彈～管理黑錢之男～                                              | 06    | [ 3 ]    | 椎名桔平                            | 黑木梅沙、堀部圭亮、葛山信吾、 入山杏奈、朝夏真人、吉澤悠、 宅麻伸、原田知世、奧田瑛二等       | 網頁 （页面存档备份，存于） |                                              |                   |
| 04月15日 \| 06月17日 | 22時30分 \| 23時25分 | 日       | 懸崖邊的飯店 崖っぷちホテル!                                        | 010   | NTV      | 岩田剛典                            | 戶田惠梨香、濱邊美波、中村倫也、 佐伯大地、鈴木浩介、宮川大輔、 西尾麻里、涼、渡邊一慶等       | 網頁 （页面存档备份，存于） | 主：法蘭克·辛納屈 「Strangers In The Night」 |                   |

### 特別單元劇
| 播放日期 | 播放時間(JST)        | 星 期 | 中文劇名 日文劇名                                          | 電 視 台 | 演員                                         | 演員                                                                                     | 官方 網頁                   | 主題曲 ／插曲     | (加權)平均 收視率 |
| 播放日期 | 播放時間(JST)        | 星 期 | 中文劇名 日文劇名                                          | 電 視 台 | 主演                                         | 其他演員                                                                                 | 官方 網頁                   | 主題曲 ／插曲     | (加權)平均 收視率 |
| -------- | -------------------- | ----- | ---------------------------------------------------------- | -------- | -------------------------------------------- | ---------------------------------------------------------------------------------------- | --------------------------- | ----------------- | ----------------- |
| 04月08日 | 21時00分 \| 23時05分 | 日    | 偵探物語 ドラマスペシャル 探偵物語                         | EX       | 齋藤工 二階堂富美                            | 夏木麻里、吹越滿、正名僕藏、 長谷川京子、國村隼、庄野崎謙、 稻葉友、山本亞依、鈴木貴之等 | 網頁 （页面存档备份，存于） | 主：安藤裕子 「」 |                   |
| 04月14日 | 19時57分 \| 23時10分 | 六    | 黑井戶命案 黒井戸殺し                                      | CX       | 野村萬齋                                     | 大泉洋、向井理、松岡茉優、 吉田羊、秋元才加、和田正人、 余貴美子、齊藤由貴、遠藤憲一等   | 網頁 （页面存档备份，存于） |                   |                   |
| 05月12日 | 21時00分 \| 23時10分 | 六    | 世界奇妙物語2018 春之特别篇 世にも奇妙な物語'18 春の特別編 | CX       | 三浦春馬 白石麻衣 倉科佳奈 岡田義德 唐澤壽明 |                                                                                          | 網頁 （页面存档备份，存于） |                   |                   |

## 2018年夏季（七月至九月）
| 播放日期             | 播放時間(JST)        | 逢 星 期 | 中文劇名 日文劇名                                                                                     | 集 數 | 電 視 台 | 演員                | 演員                                                                                               | 官方 網頁                   | 主題曲 ／插曲                            | (加權)平均 收視率 |
| 播放日期             | 播放時間(JST)        | 逢 星 期 | 中文劇名 日文劇名                                                                                     | 集 數 | 電 視 台 | 主演                | 其他演員                                                                                           | 官方 網頁                   | 主題曲 ／插曲                            | (加權)平均 收視率 |
| -------------------- | -------------------- | -------- | --- | ----- | -------- | ------------------- | -------------------------------------------------------------------------------------------------- | --------------------------- | ---------------------------------------- | ----------------- |
| 上一季 \| 09月29日   | 08時00分 \| 08時15分 | 一至六   | 一半，藍色。 半分、青い。                                                                             | 156   | NHK      | 永野芽郁            | 佐藤健、松雪泰子、瀧藤賢一、 間宮祥太朗、清野菜名、志尊淳、 齋藤工、麻生祐未、木村綠子等           | 網頁                        | 主：星野源 「」                          |                   |
| 07月09日 \| 09月10日 | 21時00分 \| 21時54分 | 一       | 絕對零度～未然犯罪潛入搜查～ 絶対零度〜未然犯罪潜入捜査〜                                             | 010   | CX       | 澤村一樹            | 橫山裕、本田翼、柄本時生、 兒島雄一、田中道子、中村育二、 平田滿、伊藤淳史、上戶彩等               | 網頁 （页面存档备份，存于） | 主：家入里歐 「」                        |                   |
| 07月16日 \| 09月03日 | 22時00分 \| 22時54分 | 一       | 最後機會 再生承包人 ラストチャンス 再生請負人                                                         | 08    | TX       | 仲村亨              | 椎名桔平、和田正人、大谷亮平、 勝村政信、水野美紀、長谷川京子、 本田博太郎、石井正則、町田啟太等   | 網頁 （页面存档备份，存于） |                                          |                   |
| 07月24日 \|          | 00時59分 \| 01時29分 | 二       | 東京外星人兄弟                                                                                        | 0     | NTV      | 伊野尾慧 戶塚祥太   | 恒松祐里、大後壽壽花、大和田健介、 余貴美子、中谷龍、水澤紳吾、 吉田圓、若林時英、小日向雪等       | 網頁 （页面存档备份，存于） |                                          |                   |
| 07月17日 \| 09月18日 | 21時00分 \| 21時54分 | 二       | 有健康而有文化的最低限度的生活 健康で文化的な最低限度の生活                                           | 010   | KTV      | 吉岡里帆            | 井浦新、川榮李奈、山田裕貴、 小園凌央、水上京香、内場勝則、 德永繪里、田中圭、遠藤憲一等           | 網頁                        | 主：AAA 「Tomorrow」                     |                   |
| 07月10日 \| 09月18日 | 22時00分 \| 23時07分 | 二       | 繼母與女兒的藍調 義母と娘のブルース                                                                   | 010   | TBS      | 綾瀨遙              | 竹野內豐、佐藤健、上白石萌歌、 橫溝菜帆、川村陽介、橋本真實、 淺利陽介、淺野和之、麻生祐未等       | 網頁 （页面存档备份，存于） | 主：MISIA 「」                           |                   |
| 08月01日 \| 0        | 01時28分 \| 01時58分 | 三       | 真的要去航海～Second Season～ マジで航海してます。〜Second Season〜                                   | 0     | TBS      | 飯豐萬理江 武田玲奈 | 平岡祐太、宮崎秋人、水野勝等                                                                       | 網頁 （页面存档备份，存于） |                                          |                   |
| 09月12日 \| 0        | 01時28分 \| 01時58分 | 三       | 文學處女 文学処女                                                                                     | 0     | TBS      | 城田優              | 森川葵等                                                                                           | [ 網頁]                     |                                          |                   |
| 07月11日 \| 09月12日 | 21時00分 \| 21時54分 | 三       | 刑警七人4 刑事7人4                                                                                    | 010   | EX       | 東山紀之            | 倉科佳奈、田邊誠一、白洲迅、 塚本高史、吉田鋼太郎、北大路欣也等                                    | 網頁 （页面存档备份，存于） |                                          |                   |
| 07月11日 \| 09月12日 | 22時00分 \| 23時00分 | 三       | 高嶺之花 高嶺の花                                                                                     | 010   | NTV      | 石原聰美            | 峯田和伸、芳根京子、千葉雄大、 三浦貴大、笛木優子、升毅、 十朱幸代、戶田菜穗、小日向文世等         | 網頁 （页面存档备份，存于） | 主：埃爾維斯·普雷斯利 「Love Me Tender」 |                   |
| 07月26日 \|          | 00時59分 \| 01時29分 | 四       | 馬路無理學園 マジムリ学園                                                                             | 0     | NTV      | 小栗有以            | 岡部麟、向井地美音、倉野尾成美、 本間日陽、荻野由佳、小柳友、 加藤美南、橫山由依等                 | 網頁 （页面存档备份，存于） | 主：AKB48 「」                           |                   |
| 07月12日 \| 09月13日 | 20時00分 \| 20時54分 | 四       | 遺留搜查5 遺留捜査（第5シリーズ）                                                                     | 09    | EX       | 上川隆也            | 栗山千明、戶田惠子、永井大、 梶原善、甲本雅裕等                                                    | 網頁 （页面存档备份，存于） | 主：小田和正                             |                   |
| 07月19日 \| 09月06日 | 21時00分 \| 21時54分 | 四       | 禿鷹 ハゲタカ                                                                                         | 08    | EX       | 綾野剛              | 渡部篤郎、澤尻英龍華、池內博之、 木南晴夏、堀內敬子、佐倉繪麻、 杉本哲太、光石研、小林薰等         | 網頁 （页面存档备份，存于） | 主：Mr.Children 「SINGLES」              |                   |
| 07月12日 \| 09月13日 | 22時00分 \| 22時54分 | 四       | 好醫生 グッド・ドクター                                                                               | 010   | CX       | 山崎賢人            | 上野樹里、藤木直人、戶次重幸、 中村友理、井上苑子、淺香航大、 濱野謙太、板尾創路、柄本明等         | 網頁 （页面存档备份，存于） | 主：androp 「Hikari」                    |                   |
| 07月19日 \| 09月20日 | 23時59分 \| 24時54分 | 四       | 偵探過早 探偵が早すぎる                                                                               | 010   | YTV      | 瀧藤賢一            | 廣瀨愛麗絲、片平渚、水野美紀、 佐藤寬太、南乃彩希、結城萌、 新山千春、桐山漣、神保悟志等           | 網頁 （页面存档备份，存于） |                                          |                   |
| 07月27日 \|          | 01時00分 \| 01時30分 | 五       | 戀之月 恋のツキ                                                                                       | 0     | TX       | 德永繪里            | 渡邊大知、神尾楓珠、伊藤沙莉、 藤井美菜、池內萬作、今泉佑唯、 川谷繪音、江口德子、安藤政信等       | 網頁 （页面存档备份，存于） |                                          |                   |
| 09月07日 \|          | 20時00分 \| 20時43分 | 五       | 雲霧仁左衛門4                                                                                         | 07    | [ 2 ]    | 中井貴一            | | [ 網頁]                     |                                          |                   |
| 07月20日 \| 09月14日 | 20時00分 \| 20時54分 | 五       | 警視廳零係〜生活安全課也是諮詢室〜 THIRD SEASON 警視庁ゼロ係〜生活安全課なんでも相談室〜 THIRD SEASON | 07    | TX       | 小泉孝太郎          | 松下由樹、安達祐實、木下隆行、 平岡祐太、片岡鶴太郎、岸明日香、 石丸謙二郎、六角慎司、加藤茶等     | 網頁 （页面存档备份，存于） | 主： 「UNHAPPY CLUB」                    |                   |
| 07月20日 \|          | 22時00分 \| 22時45分 | 五       | 透明的搖籃 透明なゆりかご                                                                             | 010   | NHK      | 清原果耶            | 瀨戶康史、酒井若菜、MAIKO、 葉山獎之、水川麻美、原田美枝子等                                       | 網頁 （页面存档备份，存于） | 主：CHARA 「」                           | 0                 |
| 07月13日 \| 09月14日 | 22時00分 \| 22時54分 | 五       | 啦啦隊之舞 チア☆ダン                                                                                  | 010   | TBS      | 土屋太鳳            | 石井杏奈、佐久間由衣、山本舞香、 朝比奈彩、大友花戀、箭内夢菜、 志田彩良、伊原六花、小田切讓等     | 網頁 （页面存档备份，存于） | 主：Sambomaster 「」                     |                   |
| 07月27日 \| 09月14日 | 23時15分 \| 24時15分 | 五       | Dele 刪除人生 dele                                                                                    | 08    | EX       | 山田孝之 菅田將暉   | 麻生久美子、柴崎幸等                                                                               | 網頁 （页面存档备份，存于） |                                          |                   |
| 07月14日 \|          | 00時12分 \| 00時52分 | 六       | GIVER 復仇的贈與者 GIVER 復讐の贈与者                                                                 | 0     | TX       | 吉澤亮              | 森川葵、小野百合子、渡部秀、 水橋研二、田山涼成等                                                  | 網頁 （页面存档备份，存于） |                                          |                   |
| 07月14日 \|          | 00時52分 \| 01時23分 | 六       | 投資者Z インベスターZ                                                                                 | 0     | TX       | 清水尋也            | 早見朱莉、柾木玲彌、柳美稀、 山本涼介等                                                            | 網頁 （页面存档备份，存于） |                                          |                   |
| 09月01日 \|          | 20時15分 \| 20時43分 | 六       | 不惑的爭球                                                                                            |       | NHK      | 高橋克典            | 渡邊一慶、村田雄浩、德井優、 上杉祥三、松尾諭、高橋光臣、 戶田菜穗、竹中直人、夏木麻里等           | [ 網頁]                     |                                          |                   |
| 07月14日 \| 09月22日 | 22時00分 \| 22時54分 | 六       | 倖存婚禮 サバイバル・ウェディング                                                                     | 010   | NTV      | 波瑠                | 吉澤亮、高橋瑪莉潤、布勞森智惠美、 生瀨勝久、風間俊介、前野朋哉、 財前直見、荒川良良、伊勢谷友介等 | 網頁 （页面存档备份，存于） | 主：C&K 「」                             |                   |
| 08月04日 \| 0        | 22時00分 \| 23時00分 | 六       | 看不見的臉                                                                                            | 06    | [ 3 ]    | 小田切讓            | 仲里依紗、黑島結菜、真琴翼、 田中要次、山田杏奈、貓背椿、 筧利夫、尾形一成等                       | 網頁 （页面存档备份，存于） |                                          |                   |
| 07月28日 \| 09月08日 | 23時15分 \| 24時05分 | 六       | 小白臉 ヒモメン                                                                                       | 07    | EX       | 窪田正孝            | 川口春奈、勝地涼、片瀨那奈、 岡田結實、田原可南子、皆本麻帆、 金田明夫、江原由希子、佐藤仁美等     | 網頁 （页面存档备份，存于） | 主：超特急 「Jesus」                     |                   |
| 08月04日 \| 0        | 23時40分 \| 24時35分 | 六       | 有一天，直到這場雨停時 いつかこの雨がやむ日まで                                                       | 08    | CX       | 渡邊麻友            | 堀井新太、吹越滿、筧美和子、 星野真里、桐山漣、木村祐一、 齊藤由貴等                               | 網頁 （页面存档备份，存于） |                                          |                   |
| 上一季 \| 下一季     | 20時00分 \| 20時45分 | 日       | 西鄉殿 西郷どん                                                                                       | 047   | NHK      | 鈴木亮平            | 瑛太、黑木華、錦戶亮、 小栗旬、玉山鐵二、二階堂富美、 北川景子、笑福亭鶴瓶、遠藤憲一等             | 網頁                        |                                          |                   |
| 07月15日 \| 09月16日 | 21時00分 \| 21時54分 | 日       | 這個世界的角落 この世界の片隅に                                                                       | 09    | TBS      | 松本穗香            | 松坂桃李、村上虹郎、伊藤沙莉、 土村芳、二階堂富美、尾野真千子、 仙道敦子、伊藤蘭、宮本信子等       | 網頁 （页面存档备份，存于） |                                          |                   |
| 07月15日 \|          | 22時00分 \| 22時49分 | 日       | 搜查會議在客廳！ 捜査会議はリビングで!                                                                | 08    | [ 2 ]    | 觀月亞里沙 田邊誠一 | 高橋英樹、片桐仁、特林德爾·玲奈、 鷲尾真知子、小野寺昭、堀部圭亮、 遠藤雄彌、庵原匠悟等            | 網頁 （页面存档备份，存于） |                                          |                   |
| 09月09日 \|          | 22時00分 \| 22時49分 | 日       | Diary ダイアリー                                                                                      | 04    | [ 2 ]    | 蓮佛美沙子          | 菊池桃子、中村蒼、大塚寧寧、 濱田麻里、西田尚美、山本陽子、 緒形直人等                             | [ 網頁]                     |                                          |                   |
| 07月22日 \|          | 22時00分 \| 23時00分 | 日       | 黑書院的六兵衛                                                                                        | 06    | [ 3 ]    | 吉川晃司            | 上地雄輔、蘆名星、寺島進、 竹內力、千葉哲也、波岡一喜、 山崎銀之丞、駒木根隆介、前田亞季等         | 網頁 （页面存档备份，存于） |                                          |                   |
| 09月23日 \| 0        | 22時00分 \| 23時00分 | 日       | 真犯人                                                                                                | 05    | [ 3 ]    | 上川隆也            | 小泉孝太郎、內田有紀、高嶋政伸等                                                                   | 網頁 （页面存档备份，存于） |                                          |                   |
| 07月15日 \| 09月16日 | 22時30分 \| 23時25分 | 日       | 零 一獲千金遊戲 ゼロ 一獲千金ゲーム                                                                   | 010   | NTV      | 加藤成亮            | 間宮祥太朗、小關裕太、加藤諒、 岡山天音、杉野遙亮、小林劍道、 手越祐也、梅澤富美男、小池榮子等     | 網頁 （页面存档备份，存于） | 主：NEWS 「」                            |                   |

### 特別單元劇
| 播放日期 | 播放時間(JST)        | 星 期 | 中文劇名 日文劇名                                                   | 電 視 台 | 演員     | 演員                                                                                           | 官方 網頁                   | 主題曲 ／插曲 | (加權)平均 收視率 |
| 播放日期 | 播放時間(JST)        | 星 期 | 中文劇名 日文劇名                                                   | 電 視 台 | 主演     | 其他演員                                                                                       | 官方 網頁                   | 主題曲 ／插曲 | (加權)平均 收視率 |
| -------- | -------------------- | ----- | ------------------------------------------------------------------- | -------- | -------- | ---------------------------------------------------------------------------------------------- | --------------------------- | ------------- | ----------------- |
| 07月28日 | 21時00分 \| 22時59分 | 六    | 惡魔前來吹笛 悪魔が来りて笛を吹く                                   | [ 2 ]    | 吉岡秀隆 | 志田未來、中村蒼、倉科佳奈、 池田成志、中村育二、橋本愛實、 筒井真理子、火野正平、倍賞美津子等 | 網頁 （页面存档备份，存于） |               |                   |
| 07月28日 | 21時00分 \| 23時10分 | 六    | 空中急診英雄 另一個戰場篇 コード・ブルー 特別編 -もう一つの戦場-    | CX       | 山下智久 | 新垣結衣、戶田惠梨香、比嘉愛未、 淺利陽介、有岡大貴、成田凌、 新木優子、馬場富美加、椎名桔平等 | 網頁 （页面存档备份，存于） |               |                   |
| 08月18日 | 21時00分 \|          | 六    | 毛骨悚然撞鬼經驗 夏之特別篇2018 ほんとにあった怖い話 夏の特別編2018 | CX       | [ 4 ]    |                                                                                                | 網頁 （页面存档备份，存于） |               |                   |
| 09月17日 | 20時00分 \| 23時07分 | 一    | 冷暖人間三小時特別篇 渡る世間は鬼ばかり                             | TBS      | 泉平子   | 長山藍子、中田喜子、野村真美、 藤田朋子等                                                      | 網頁 （页面存档备份，存于） |               |                   |
| 09月19日 | 21時00分 \|          | 三    | 過度保護的加穗子2018愛與夢想 過保護のカホコ2018ラブ&ドリーム        | NTV      | 高畑充希 | 竹內涼真、黑木瞳、時任三郎、 西岡德馬、佐藤二朗、中島博子、 西尾麻里、夙川與務、久保田紗友等   | 網頁 （页面存档备份，存于） |               |                   |

## 2018年秋季（十月至十二月）
| 播放日期             | 播放時間(JST)        | 逢 星 期 | 中文劇名 日文劇名                                                       | 集 數 | 電 視 台 | 演員                         | 演員                                                                                             | 官方 網頁                   | 主題曲 ／插曲                                 | (加權)平均 收視率 |
| 播放日期             | 播放時間(JST)        | 逢 星 期 | 中文劇名 日文劇名                                                       | 集 數 | 電 視 台 | 主演                         | 其他演員                                                                                         | 官方 網頁                   | 主題曲 ／插曲                                 | (加權)平均 收視率 |
| -------------------- | -------------------- | -------- | ----------------------------------------------------------------------- | ----- | -------- | ---------------------------- | ------------------------------------------------------------------------------------------------ | --------------------------- | --------------------------------------------- | ----------------- |
| 10月01日 \| 下一季   | 08時00分 \| 08時15分 | 一至六   | 萬福 まんぷく                                                           | 151   | NHK      | 安藤櫻                       | 長谷川博己、內田有紀、松下奈緒、 要潤、大谷亮平、桐谷健太、 瀨戶康史、松井玲奈、松坂慶子等       | 網頁 （页面存档备份，存于） | 主：DREAMS COME TRUE 「」                     |                   |
| 10月08日 \| 12月17日 | 21時00分 \| 21時54分 | 一       | Suits SUITS/スーツ                                                      | 011   | CX       | 織田裕二                     | 中島裕翔、新木優子、中村杏、 磯村勇斗、今田美櫻、國村隼、 田島令子、小手伸也、鈴木保奈美等       | 網頁 （页面存档备份，存于） | 主：B'z 「WOLF」                              |                   |
| 10月15日 \| 12月10日 | 22時00分 \| 22時54分 | 一       | 騷擾遊戲 ハラスメントゲーム                                             | 09    | TX       | 唐澤壽明                     | 廣瀨愛麗絲、古川雄輝、瀧藤賢一、 高嶋政宏、市川由衣、佐野史郎、 小倉一郎、佐戶井賢太、伊藤正之等 | 網頁 （页面存档备份，存于） | 主：可苦可樂 「」                             |                   |
| 11月13日 \|          | 00時00分 \| 00時30分 | 二       | 遠藤憲一與宮藤官九郎之受您指教了                                        | 07    | [ 3 ]    | 遠藤憲一                     |                                                                                                  | 網頁 （页面存档备份，存于） |                                               |                   |
| 10月23日 \|          | 00時59分 \| 01時29分 | 二       | 一定要喜歡社團才行嗎？ 部活、好きじゃなきゃダメですか?                  | 0     | NTV      | 高橋海人 神宮寺勇太 岩橋玄樹 | 森本慎太郎、中島廣稀、堀家一希、 古川琴音、吉田鋼太郎等                                          | 網頁 （页面存档备份，存于） |                                               |                   |
| 10月09日 \|          | 21時00分 \| 21時54分 | 二       | 我們是奇蹟產生的 僕らは奇跡でできている                                 | 0     | KTV      | 高橋一生                     | 榮倉奈奈、要潤、兒嶋一哉、 西畑大吾、矢作穗香、田中泯、 特林德爾·玲奈、戶田惠子、小林薰等        | 網頁                        | 片頭曲：Shiggy Jr. 「」 主：SUPER BEAVER 「」 |                   |
| 10月09日 \| 12月18日 | 22時00分 \| 23時07分 | 二       | 中學聖日記 中学聖日記                                                   | 011   | TBS      | 有村架純                     | 岡田健史、町田啟太、槙田雄司、 友近、小野莉奈、池谷伸枝、 吉田羊、夏木麻里、夏川結衣等           | 網頁 （页面存档备份，存于） | 主：Uru 「」                                  |                   |
| 11月07日 \| 0        | 01時28分 \| 01時58分 | 三       | 淨化房間 ルームロンダリング                                             | 0     | TBS      | 池田依來沙                   | 小田切讓、澀川清彥、伊藤健太郎、 奧野瑛太、田口智朗等                                            | 網頁 （页面存档备份，存于） |                                               |                   |
| 12月05日 \| 0        | 01時28分 \| 01時58分 | 三       | 這份戀情有罪嗎！？                                                      | 04    | TBS      | 柏木由紀                     | 伊藤健太郎等                                                                                     | [ 網頁]                     |                                               |                   |
| 10月17日 \| 下一季   | 21時00分 \| 21時54分 | 三       | 相棒Season17                                                            | 0     | EX       | 水谷豐                       | 反町隆史、鈴木杏樹、川原和久、 山中崇史、山西惇、淺利陽介、 田中隆三、杉本哲太、石坂浩二等       | 網頁 （页面存档备份，存于） |                                               |                   |
| 10月10日 \| 12月12日 | 22時00分 \| 23時00分 | 三       | 無法成為野獸的我們 獣になれない私たち                                   | 010   | NTV      | 新垣結衣 松田龍平            | 田中圭、黑木華、犬飼貴丈、 伊藤沙莉、近藤公園、松尾貴史、 山內圭哉、菊地凛子、田中美佐子等       | 網頁 （页面存档备份，存于） | 主：愛繆 「」 插：Vickeblanka 「」            |                   |
| 10月04日 \|          | 00時59分 \| 01時29分 | 四       | PRINCE OF LEGEND 傳奇王子                                               | 0     | NTV      |                              | 片寄涼太、飯島寬騎、鹽野瑛久、 鈴木伸之、川村壹馬、佐野玲於、 關口Mandy、吉野北人、藤原樹等      | 網頁 （页面存档备份，存于） |                                               |                   |
| 10月04日 \|          | 01時35分 \| 02時05分 | 四       | 天 天和街的快男兒 天 天和通りの快男児                                   | 0     | TX       | 岸谷五朗                     | 吉田榮作、古川雄輝、的場浩司、 金子昇、星田英利、永岡卓也、 田窪一世、山口祥行、田中要次等       | 網頁 （页面存档备份，存于） |                                               |                   |
| 10月18日 \| 12月13日 | 20時00分 \| 20時54分 | 四       | 科调所的女法研18 科捜研の女 第18シリーズ                                | 08    | EX       | 澤口靖子                     | 內藤剛志、若村麻由美、風間徹、 金田明夫、齊藤曉、渡部秀、 山本輝、西田健、石井一彰等             | 網頁 （页面存档备份，存于） |                                               |                   |
| 10月11日 \| 12月13日 | 21時00分 \| 21時54分 | 四       | Legal V～前律師·小鳥遊翔子～ リーガルV〜元弁護士・小鳥遊翔子〜          | 09    | EX       | 米倉涼子                     | 向井理、林遣都、菜菜緒、 荒川良良、安達祐實、三浦翔平、 勝村政信、小日向文世、高橋英樹等         | 網頁 （页面存档备份，存于） | 主：SEKAI NO OWARI 「」                       |                   |
| 10月11日 \| 12月13日 | 22時00分 \| 22時54分 | 四       | 黃昏流星群～人生返回，戀愛中～ 黄昏流星群～人生折り返し、恋をした～     | 010   | CX       | 佐佐木藏之介                 | 中山美穗、藤井流星、石川戀、 中川禮二、麻生祐未、本假屋唯香、 八木亞希子、小野武彥、黑木瞳等     | 網頁 （页面存档备份，存于） | 主：平井堅 「half of me」                     |                   |
| 10月04日 \|          | 23時59分 \| 24時54分 | 四       | 黑色醜聞 ブラックスキャンダル                                           | 0     | YTV      | 山口紗彌加                   | 安藤政信、松井玲奈、若葉龍也、 森田甘路、小川紗良、平岩紙、 松本真理香、片桐仁、片岡鶴太郎等     | 網頁 （页面存档备份，存于） |                                               |                   |
| 10月19日 \|          | 00時59分 \| 01時29分 | 五       | 來到少女雜誌的編輯君 プリティが多すぎる                                 | 0     | NTV      | 千葉雄大                     | 佐津川愛美、小林喜名子、矢島舞美、 池端玲名、黑羽麻璃央、長井短、 森山明日香、堀內敬子等         | 網頁 （页面存档备份，存于） |                                               |                   |
| 10月19日 \|          | 01時00分 \| 01時30分 | 五       | 藤原龍也的二回道                                                        | 0     | TX       | 藤原龍也                     |                                                                                                  | 網頁 （页面存档备份，存于） |                                               |                   |
| 11月 \|              | 20時00分 \| 20時43分 | 五       | 立花登青春備忘錄3 立花登青春手控え3                                     | 07    | [ 2 ]    | 溝端淳平                     |                                                                                                  | [ 網頁]                     |                                               |                   |
| 10月19日 \|          | 20時00分 \| 20時54分 | 五       | 駐在刑事                                                                | 0     | TX       | 寺島進                       | 北村有起哉、笛木優子、鈴之助、 市毛良枝、黑木瞳、佐藤寬太、 山口麻友、真島秀和、長谷川朝晴等     | 網頁 （页面存档备份，存于） |                                               |                   |
| 10月12日 \|          | 22時00分 \| 22時45分 | 五       | 昭和元祿落語心中 昭和元禄落語心中                                       | 010   | NHK      | 岡田將生                     | 龍星涼、成海璃子、大政絢、 山崎育三郎等                                                          | 網頁                        | 主：柚子 「」                                 | 0                 |
| 10月12日 \|          | 22時00分 \| 22時54分 | 五       | 大戀愛～和忘記我的你 大恋愛〜僕を忘れる君と                             | 0     | TBS      | 戶田惠梨香                   | 室剛、富澤岳史、杉野遙亮、 黑川智花、小篠惠奈、橋爪淳、 夏樹陽子、草刈民代、松岡昌宏等           | 網頁 （页面存档备份，存于） | 主：back number 「」                          |                   |
| 10月12日 \|          | 23時15分 \| 24時15分 | 五       | 我和西波與神樂坂 僕とシッポと神楽坂                                     | 0     | EX       | 相葉雅紀                     | 廣末涼子、趣里、小瀧望、 大倉孝二、矢柴俊博、矢村央希、 村上淳、加藤和子、尾形一成等             | 網頁 （页面存档备份，存于） |                                               |                   |
| 10月13日 \|          | 00時12分 \| 00時52分 | 六       | 忘卻的幸子 忘却のサチコ                                                 | 0     | TX       | 高畑充希                     | 早乙女太一、葉山獎之、逢澤莉娜、 重岡漠、上地春奈、布施繪里、 吹越滿、佐藤惠等                   | 網頁 （页面存档备份，存于） |                                               |                   |
| 10月06日 \|          | 00時52分 \| 01時23分 | 六       | 這本漫畫真厲害！ このマンガがすごい!                                    | 0     | TX       | 蒼井優                       | 新井浩文、塚本晉也、中川大志、 東出昌大、森川葵、山本美月、 森山未來、平岩紙、神野三鈴等         | 網頁 （页面存档备份，存于） |                                               |                   |
| 10月13日 \|          | 10時25分 \| 10時55分 | 六       | 大阪環狀線 Part4 每人在車站的微笑 大阪環状線 Part4 ひと駅ごとのスマイル | 010   | KTV      | [ 5 ]                        |                                                                                                  | 網頁 （页面存档备份，存于） |                                               |                   |
| 10月27日 \|          | 18時05分 \| 18時45分 | 六       | 神助參拜～三女伊勢參拜～ ぬけまいる〜女三人伊勢参り〜                   | 08    | NHK      | 田中麗奈                     | 友坂理惠、佐藤江梨子、福士誠治、 大地真央等                                                      | [ 網頁]                     |                                               | 0                 |
| 10月20日 \| 10月27日 | 21時00分 \| 21時49分 | 六       | 假新聞 フェイクニュース                                                 | 02    | NHK      | 北川景子                     | 光石研、永山絢斗、矢本悠馬、 新井浩文、岩松了、杉本哲太等                                        | [ 網頁]                     |                                               | 0                 |
| 10月13日 \| 12月15日 | 22時00分 \| 22時54分 | 六       | 小偷刑警 -警視廳搜查三課- ドロ刑 -警視庁捜査三課-                       | 010   | NTV      | 中島健人                     | 遠藤憲一、石橋杏奈、中村倫也、 江口德子、野間口徹、田中道子、 丸山智己、板尾創路、稻森泉等       | 網頁 （页面存档备份，存于） | 主：Sexy Zone 「」                            |                   |
| 10月13日 \|          | 22時00分 \| 23時00分 | 六       | 鐵證懸案～真相之門～ 第二季 コールドケース 〜真実の扉〜 シーズン2       | 010   | [ 3 ]    | 吉田羊                       | 永山絢斗、瀧藤賢一、光石研、 三浦友和、若葉龍也、宮澤和史等                                      | 網頁 （页面存档备份，存于） |                                               |                   |
| 11月10日 \| 12月22日 | 23時15分 \| 24時05分 | 六       | 絕不交給你 あなたには渡さない                                           | 07    | EX       | 木村佳乃                     | 水野美紀、田中哲司、萩原聖人、 井本彩花、青柳翔、山本直寬等                                      | 網頁 （页面存档备份，存于） |                                               |                   |
| 10月06日 \| 0        | 23時40分 \| 24時35分 | 六       | 結婚對像用抽的 結婚相手は抽選で                                         | 0     | CX       | 野村周平                     | 大谷亮平、高梨臨、若村麻由美、 佐津川愛美等                                                      | 網頁 （页面存档备份，存于） |                                               |                   |
| 12月01日 \| 下一季   | 23時40分 \| 24時35分 | 六       | 櫻的親子丼2 さくらの親子丼2                                             | 0     | CX       | 真矢美季                     |                                                                                                  | 網頁 （页面存档备份，存于） |                                               |                   |
| 上一季 \| 12月16日   | 20時00分 \| 20時45分 | 日       | 西鄉殿 西郷どん                                                         | 047   | NHK      | 鈴木亮平                     | 西田敏行、黑木華、錦戶亮、 櫻庭奈奈美、北村有起哉、堀井新太、 笑福亭鶴瓶、石橋蓮司、瑛太等       | 網頁                        |                                               |                   |
| 10月14日 \| 12月23日 | 21時00分 \| 21時54分 | 日       | 下町火箭2 下町ロケット2                                                 | 011   | TBS      | 阿部寬                       | 土屋太鳳、竹內涼真、井本絢子、 安田顯、真矢美季、倍賞美津子、 立川談春、吉川晃司、杉良太郎等     | 網頁 （页面存档备份，存于） |                                               |                   |
| 10月07日 \|          | 22時00分 \| 22時49分 | 日       | 主婦勝利！                                                              | 08    | [ 2 ]    | 鈴木保奈美                   | 島崎遙香、岡田義德、青柳翔、 今井悠貴、山谷花純、小林涼子、 高橋瞳、山口紗彌加、宇梶剛士等       | [ 網頁]                     | 主：東方神起 「This is my love」              |                   |
| 12月02日 \|          | 22時00分 \| 22時49分 | 日       | 十字路3～群眾的正義～                                                   | 04    | [ 2 ]    | 館廣                         | 神田正輝、風間俊介、神田穣、 塚本高史、松村北斗、橋本愛實、 德重聰等                             | [ 網頁]                     |                                               |                   |
| 11月11日 \|          | 22時00分 \| 23時00分 | 日       | 潘朵拉IV AI戰爭 パンドラIV AI戦争                                       | 06    | [ 3 ]    | 向井理                       | 黑木瞳、美村里江、三浦貴大、 山本耕史、原田泰造、渡部篤郎等                                      | 網頁 （页面存档备份，存于） |                                               |                   |
| 10月14日 \| 12月16日 | 22時30分 \| 23時25分 | 日       | 我是大哥大!! 今日から俺は!!                                             | 010   | NTV      | 賀來賢人                     | 伊藤健太郎、清野菜名、橋本環奈、 太賀、矢本悠馬、鈴木伸之、 磯村勇斗、柾木玲弥、若月佑美等       | 網頁 （页面存档备份，存于） | 主：今日俺樂團 「」                           |                   |

### 特別單元劇
| 播放日期 | 播放時間(JST)        | 星 期 | 中文劇名 日文劇名                                             | 電 視 台 | 演員                                  | 演員                                                                                           | 官方 網頁                   | 主題曲 ／插曲 | (加權)平均 收視率 |
| 播放日期 | 播放時間(JST)        | 星 期 | 中文劇名 日文劇名                                             | 電 視 台 | 主演                                  | 其他演員                                                                                       | 官方 網頁                   | 主題曲 ／插曲 | (加權)平均 收視率 |
| -------- | -------------------- | ----- | ------------------------------------------------------------- | -------- | ------------------------------------- | ---------------------------------------------------------------------------------------------- | --------------------------- | ------------- | ----------------- |
| 10月14日 | 21時00分 \|          | 日    | 科调所的女法研 特別篇 科捜研の女 スペシャル                   | EX       | 澤口靖子                              |                                                                                                | 網頁 （页面存档备份，存于） |               |                   |
| 11月10日 | 21時00分 \| 23時10分 | 六    | 世界奇妙物語2018 秋之特別篇 世にも奇妙な物語’18 秋の特別編    | CX       | 佐野史郎 川榮李奈 國仲涼子 坂口健太郎 |                                                                                                | 網頁 （页面存档备份，存于） |               | 0                 |
| 12月19日 | 21時00分 \|          | 三    | 信 手紙                                                       | TX       | 龜梨和也                              | 廣瀨愛麗絲、中村倫也、高橋努、 真島秀和、西田尚美、渡邊一慶、 田中哲司、榎木孝明、小日向文世等 | 網頁 （页面存档备份，存于） |               |                   |
| 12月24日 | 21時30分 \| 23時30分 | 一    | 犬神家一族 犬神家の一族                                       | CX       | 加藤成亮                              | 賀來賢人、高梨臨、品川徹、 松田美由紀、涼、佐戶井賢太、 生瀨勝久、里見浩太朗、黑木瞳等         | 網頁 （页面存档备份，存于） |               |                   |
| 12月31日 | 22時00分 \| 23時30分 | 一    | 孤獨的美食家 2018除夕特別篇 孤独のグルメ 2018大晦日スペシャル | TX       | 松重豐                                |                                                                                                | 網頁 （页面存档备份，存于） |               |                   |
|          |                      |       | 远山的呼唤 遙かなる山の呼び声                                 | [ 2 ]    | 阿部寬 常盤貴子                       |                                                                                                | 網頁 （页面存档备份，存于） |               |                   |